# Moulin de Kervoyal
Le moulin de Kervoyal est un moulin à vent situé dans la commune de Damgan, dans le département français du Morbihan.

## Présentation
Le moulin est édifié au XVIIe siècle sur l'emplacement d'un autre plus ancien. Il est déclaré bien national durant la Révolution française puis racheté quelques années après.
Le chef chouan Georges Cadoudal s’y serait réfugié en 1795 pour prendre à revers les troupes qui contiennent l'armée des émigrés sur la presqu'île de Quiberon.
Exploité durant de nombreuses décennies par la famille Bucas pour la fabrication de farine puis l activités n étant plus rentable celle ci a du être stoppé , il est rehaussé au début du XXe siècle puis restauré au début les années 1990 par l'association locale Les Amis de Kervoyal.
Aujourd'hui le Moulin a de nouveau perdu ses ailes et l association ainsi que son propriétaire recherche activement des fonds pour lui redonner une seconde vie